# Ermita de la Virgen de la Estrella (Buenache de Alarcón)
La ermita de la Virgen de la Estrella es una ermita situada a unos dos kilómetros de la localidad conquense de Buenache de Alarcón (España). Se trata de una construcción neoclásica de mediados del siglo XX, que sustituyó a la antigua ermita de la misma advocación, que quedaba a orilla del río Júcar, junto a un importante camino entre Castilla y Andalucía, y que quedó sumergida bajo el pantano de Alarcón.
La ermita tiene una sola nave y campanario.
En recuerdo del traslado de la imagen de la Virgen de la Estrella de la vieja a la nueva ermita, cada mes de mayo se realiza una romería desde la ermita actual hasta las cercanías de donde se encontraba la antigua.